# Оборона Пскова (1581—1582)
Псковская оборона, в зарубежной историографии — Осада Пскова (18 августа 1581 — 4 февраля 1582) — крупный вооружённый конфликт между русским войском, оборонявшим город Псков, и войском Речи Посполитой на заключительном этапе Ливонской войны. Осада длилась с 18 августа 1581 года по 4 февраля 1582 года. Потерпев неудачу под стенами Пскова, король польский и великий князь литовский Стефан Баторий был вынужден пойти на переговоры с русским царём Иваном IV, которые закончились подписанием Ям-Запольского мирного договора. Последняя крупная победа русской армии в Ливонской войне.

## Предыстория осады
Избрание на польско-литовский трон короля Стефана Батория ознаменовало собой начало нового этапа Ливонской войны. При вступлении на престол Баторий заявил, что главной целью его внешней политики будет возвращение утраченных в ходе предшествующих этапов войны земель и присоединение всей Ливонии. В первые годы правления ему пришлось заниматься укреплением своей власти и борьбой с мятежным Гданьском, что позволило Ивану IV предпринять успешный поход в Ливонию в 1577 году.
Однако уже в 1578 году вооруженные силы Речи Посполитой, вступив в союз с Швецией, начали активную борьбу против России. Захватив инициативу, в 1579 году Баторий провёл стремительную кампанию против русских владений в Полоцкой земле, захватив Полоцк. На следующий год он предпринял второй поход, на этот раз на русскую территорию, и захватил крепости Великие Луки, Велиж, Невель, Усвят и Заволочье. В обеих кампаниях русская армия не успела предпринять мер по противодействию противнику. Третий поход в 1581 году был направлен на Псков.

## Подготовка обороны и силы сторон

### Польско-литовские войска
В начале 1581 года король Стефан Баторий отверг предложение о мире царя Ивана IV и стал готовить очередную и самую масштабную кампанию против России. Для нового похода он занял денег у прусского герцога Альбрехта Фридриха (регентом которого с 1577 года стал Георг Фридрих, получивший этот пост при поддержке Батория), саксонского курфюрста Августа и бранденбургского курфюрста Иоганна Георга. Также он убедил сейм, собранный в феврале, согласиться на сбор налогов за два года. Сейм, в свою очередь, попросил короля этим походом закончить войну, так как шляхта и крестьяне устали от постоянных поборов для ведения боевых действий.
Среди военного руководства Речи Посполитой не было единодушия в вопросе о направлении удара. Будучи в Заволочье, Стефан Баторий получил информацию о неудаче в польско-русских переговорах в Москве и созвал военный совет. Почти все военачальники  считали, что необходимо идти ко Пскову, ибо овладение этим городом предаст в руки королю всю Ливонию, за которую и ведётся, собственно, война. Король и с ним некоторые воеводы намеревались идти прямо к Новгороду, но нельзя было оставить в тылу Псков, где сосредоточены были значительные силы неприятеля. Это соображение заставило Батория согласиться с большинством и выступить с армией ко Пскову.
Польско-литовская армия, собранная на восточном направлении, насчитывала около 55 тысяч человек, из которых непосредственно в поход направилась основная часть — 47 тысяч человек в боевых частях. Это число не включает многочисленных боевых и небоевых слуг (пахолков), которые сопровождали армию и принимали участие во вспомогательных действиях (охрана лагеря и обоза, сбор продовольствия и фуража, осадные работы). Польско-литовская армия включала:
- 10 251 человек наёмной коронной конницы (800 гусар придворной конницы, 43 гусарских хоругви, 6 казацких хоругвей, 5 рот конных аркебузиров)
- 11 575 коронной пехоты (12 выбранецких рот, 16 рот польской пехоты, 28 рот венгерской пехоты, 5 рот немецкой пехоты)
- 4 000 наёмной литовской конницы
- 1 000 наёмной литовской пехоты
- 3 000 казаков
- 15 000 литовского посполитого рушения и отрядов литовской знати

Артиллерия армии включала 20 крупных стенобитных орудий и несколько десятков лёгких. Большой проблемой применения артиллерии был недостаток пороха.

### Русские войска
Во второй половине XVI века Псков обладал мощнейшей системой оборонительных сооружений, в которую входили каменные крепостные стены Большого города, Средний город, Довмонтов город и кремль. Внешняя стена Большого города простиралась почти на 10 км и имела 37 башен и 48 ворот. Стена пересекала реку Пскову двумя арками, имевшими нижние и верхние решётки для пропуска воды и судов. Башни имели по два и более ярусов. На стене были устроены переходы, связывающие вторые ярусы башен. Под башнями находились тайники (подземные ходы), обеспечивавшие связь между башнями. Высота стен обводов составляла 6,5 м при толщине в 4—6 м.
Русское командование ждало нападения поляков на Псков уже летом 1580 года. Тогда псковский воевода князь Иван Шуйский получил в подчинение крупные силы — около 1 000 всадников поместной конницы, до 2 000 татар, 500 конных казаков и 2 700 стрельцов. Это в целом соответствовало показаниям взятых в начале осады под Псковом пленных (1 000 дворян и детей боярских, 500 казаков, 2 500 стрельцов). В ходе осады русские неоднократно пытались провести в город подкрепления. Дважды такие попытки увенчались успехом, когда в крепость пробились отряд стрельцов в 300—500 человек под командованием головы Фёдора Мясоедова и отряд Хвостова.
Поляки сильно преувеличивали данные о псковском гарнизоне, считая его численность до 40 000 воинов. Современные историки  оценивают русские силы в 10—15 тысяч человек.
Кроме профессиональных войск в обороне крепости помогало посадское население, численность которого достигала 20 000 человек. Взрослые мужчины в несколько тысяч человек могли быть использованы на второстепенных участках обороны, но их боеспособность была невысока.
Устойчивость обороне придавала многочисленная артиллерия крепости, которая была пополнена вывезенными из ливонских крепостей орудиями. В городе были накоплены значительные запасы пороха и ядер, позволившие весь период осады вести активный обстрел противника.
Помимо «большого воеводы» Ивана Шуйского части гарнизона возглавляли князь Василий Скопин-Шуйский, воевода Никита Очин-Плещеев, князь Андрей Хворостинин, князь Василий Лобанов-Ростовский. По приказу И. П. Шуйского псковичи выжгли весь посад за пределами городских стен, лишив тем самым поляков жилья и строительных материалов, а также улучшив этим пространственный обзор местности. Русскими отрядами были опустошены и окрестности города, чтобы неприятель не мог найти там фураж и продовольствие.
Вне крепости действовала армия под общим командованием татарского царя Симеона Бекбулатовича, которая насчитывала около 7 500 войнов. Так как русская армия существенно уступала противнику в численности, её задачей было действие на коммуникациях противника.

## Начало похода
Начало похода было намечено на середину лета, однако Баторию пришлось отложить выступление из-за набега русского отряда под командованием князя Дмитрия Хворостинина в Восточную Литву. Переправившись за Днепр, русский отряд разорил окрестности Орши, Шклова и Могилёва и нарушил планы противника. Стефан Баторий задержал приказ о наступлении на Псков, пока не получил известия об отходе русских из Литвы. Это позволило укрепить оборону города.

## Начало осады
Переправившись через Великую, 18 августа передовые отряды войска Речи Посполитой подошли к городу с юга. Увидев малочисленность авангарда противника, русские воеводы предприняли вылазку и отбросили противника на несколько вёрст.
В течение недели Баторий вёл разведку русских укреплений и только 26 августа приказал основным силам своей армии подступить к городу. Однако солдаты вскоре попали под огонь русских пушек и отступили к реке Черёха. Здесь Баторий устроил укреплённый лагерь, его войска стали рыть траншеи и ставить туры, чтобы приблизиться к стенам крепости. Свой шатёр Баторий приказал поставить недалеко от стен Пскова на московской дороге у церкви Николы Чудотворца. Ночью русская крепостная артиллерия открыла огонь по лагерю, нанеся польско-литовскому войску значительный ущерб. Для устрашения псковичей был проведён парад-смотр войск, принимали его польский король Стефан Баторий и главнокомандующий армии коронный гетман Ян Замойский. Отдельными отрядами осаждавших были заняты пригородные монастыри: Снетогорский, Любятовский, Ивановский, Мирожский и другие.
1 сентября поляки начали осадные работы. Позиции противника от реки Великой занимали последовательно отряды венгров, немцев, поляков и литовцев. Они копали большие траншеи, постепенно приближаясь к крепостному рву, и одновременно обустраивали в траншеях большие и малые землянки. Выкапываемую из траншей землю использовали как вал, чтобы сделать невозможным наблюдение за осадными работами со стен Пскова. Также в насыпях валов были проделаны амбразуры для стрельбы по городу во время штурма. Осадным работам очень мешала крепостная артиллерия, активность которой нарастала. Ежедневные потери польско-литовской армии составляли по несколько десятков человек.
В ночь с 4 на 5 сентября осаждающие подкатили пять туров к Покровской и Свиной башням на южном фасе стен и, поставив 20 орудий, с утра 6 сентября начали обстреливать обе башни и 150 м стены между ними. К вечеру 7 сентября башни были сильно повреждены, а в стене образовались проломы, один из которых достигал ширины 50 м. Но осаждённые успели соорудить против пролома новую дерево-земляную стену. Кроме того, между каменной и дерево-земляной стенами находился ров.

## Первый штурм
Вечером 8 сентября войска Речи Посполитой пошли на штурм. Решению предшествовала дискуссия. Поляки во главе с Я. Замойским предлагали отложить штурм, чтобы расширить пролом напротив польских позиций. Но из-за недостатка пороха и опасения усиления русской обороны за стенами штурм было решено провести немедленно. Высланные отряды разведчиков (20 поляков и 50 немцев) удостоверились, что пролом пригоден для штурма, и подали сигнал остальным.
Атакующим удалось быстро захватить обе повреждённые башни и поднять на них королевские хоругви. С башен был открыт огонь по городу. Стефан Баторий был уверен, что штурм удался и его воины ворвались в Псков. Однако атака польской колонны замедлилась из-за глубокого рва, преграждавшего путь вглубь крепости и сопротивления русских войск, развёрнутых за проломом. Венграм также не удалось пробиться из захваченной башни.
Осажденные выстрелами из большой пушки «Барс», развёрнутой на Похвальском раскате и способной посылать ядра на расстояние более 1 км, занятую поляками Свиную башню смогли частично разрушить. Затем её развалины русские взорвали, подкатив бочки с порохом. Взрыв и сильный пожар заставил уцелевших поляков покинуть её, что послужил сигналом к контратаке, которую возглавил сам Шуйский. В пролом в стене двинулись свежие силы русских ратников. В первых рядах шли с иконами монахи Арсений, келарь Печерского монастыря, Иона Наумов, казначей Снетогорского монастыря, и игумен Мартирий. В миру они были детьми боярскими и храбро вступили в рукопашный бой с противником.
Русским удалось не только выбить поляков из пролома в стене, но и ворваться в неприятельские траншеи. По приказу воевод в бою приняли участие и жители города. Некоторые из них приняли участие в рукопашной схватке, а другие помогали раненым и подносили припасы. После отражения штурма была предпринята контратака против венгров и немцев в Покровской башне. Под башню подложили порох и подожгли его. В результате неприятель не смог удержать это последнее контролируемое в Пскове укрепление и отступил.

Описание штурма с русской стороны (Повесть о прихождении Стефана Батория на град Псков):

После всего этого в тот же день, в шестом часу, словно великий поток зашумел и сильный гром загремел — то все бесчисленное войско, закричав, устремилось скоро и спешно к проломам в городской стене, щитами же и оружием своим, и ручницами, и бесчисленными копьями, как кровлею, закрываясь… Пролом, пробитый литовскими снарядами, был велик и удобен для прохода, даже на конях можно было въезжать на городскую стену. После литовского обстрела не осталось в местах пролома, у Покровских и Свиных ворот, никакой защиты и укрытия, за которыми можно было бы стоять. В то время у проломов внутри города деревянная стена со множеством бойниц для защиты от литовцев во время приступа к городу ещё не была закончена из-за бесчисленной и беспрестанной пальбы литовских орудий, только основание её было заложено. Поэтому многие литовские воины вскочили на стену града Пскова, а многие ротмистры и гайдуки со своими знаменами заняли Покровскую и Свиную башни и из-за щитков своих и из бойниц в город по христианскому войску беспрестанно стреляли… С Похвальского раската из огромной пищали «Барс» ударили по Свиной башне, и не промахнулись, и множество воинов литовских в башне побили. Кроме того, государевы бояре и воеводы повелели заложить под Свиную башню много пороха и взорвать её… Крепко билась литва с русским воинством на стенах города у Покровской башни и на всем проломе, государевы же бояре и воеводы со всем христианским псковским воинством так же крепко против них стояли и не давали сойти в град Псков… И так божьей милостью, молитвою и заступничеством пречистой богородицы и великих святых чудотворцев сбили литовскую силу с проломного места, и по благодати Христовой там, где на псковской стене стояла литовская нога, в тех местах вновь христианские воины утвердились и со стены били литву уже за городом и добивали оставшихся ещё в Покровской башне.

Описание штурма с польской стороны. (Дневник Станислава Пиотровского):

Венгерцы и немцы, на глазах у множества зрителей, подбежав к наружной разбитой башне, быстро заняли её; тотчас выкинули четыре хоругви и открыли с неё огонь по русским. Нам издали казалось, что город уже взят. Через четверть часа ринулись наши с своими хоругвями к другому пролому и к другой разбитой башне… Одни заняли полуразрушенную башню и набились туда битком, другие через пролом ломились в город, но здесь нашли то, чего не ожидали. Они очутились на обвале стены, соскочить с которой в город было высоко и трудно; каждый рисковал сломить себе шею. Русских за стеною была тьма, так что наши поневоле должны были остановиться. Тогда-то, о Господи, со стен посыпались как град пули и камни на всех тех, которые толпились внизу; из окопов стреляли по этим зубцам, но безуспешно. Те из них, которые забрались в первую башню, тоже рады были бы броситься в город, но и им было не в мочь. Затем русские открыли пальбу по башне, где засели поляки, ядром сбили её щит и крышу (до сих пор державшуюся на ней), так что она обрушилась на наши войска, стоявшие внизу; только к счастью не убила никого, а ранила нескольких. Потом русские под обе башни подложили пороху, чтобы выжить наших, подкладывали и головни, отчего деревянные связи в башне, где были поляки, быстро загорелись, так что нашим по необходимости пришлось очистить башню. Те, которые сражались в проломе и оборонялись сколько могли от русских, занимавших зубцы и стрелявших оттуда, тоже принуждены были отступить. Овладевшие другою башнею ещё держались, но к вечеру и те ретировались… Трагедия эта продолжалась от 19 до 23 часа.

По сведениям художественной русской повести, в этом бою потери защитников составили убитыми 863 человека, а ранеными 1 626 человек. Польские войска потеряли не менее 5 000 человек убитыми и множество ранеными, часть из которых умерли после боя. Среди убитых и тяжелораненых было несколько польских ротмистров и командир венгерской пехоты Габор Бекеш.

## Осада
После неудачи штурма Стефан Баторий приказал вести подкопы, чтобы взорвать стены. Два подкопа русским удалось уничтожить с помощью минных галерей, остальные подкопы осаждавшие так и не смогли довести до конца. 24 октября батареи войск Речи Посполитой стали обстреливать Псков из-за реки Великой раскалёнными ядрами, чтобы вызвать пожары, но защитники города быстро справились с огнём. Через четыре дня отряд осаждавших с ломами и кирками подошёл к стене со стороны Великой между угловой башней и Покровскими воротами и разрушил подошву стены. Она обрушилась, однако оказалось, что за этой стеной есть ещё одна стена и ров, которые штурмующие преодолеть не смогли. Осаждённые бросали им на головы камни и горшки с порохом, лили кипяток и смолу.
2 ноября армия Батория предприняла последний штурм Пскова. На этот раз атаковали западную стену. До этого в течение пяти дней она подвергалась мощному обстрелу и в нескольких местах оказалась разрушена. Однако защитники Пскова встретили противника сильным огнём, и штурмующие повернули обратно, так и не дойдя до проломов.
Основные силы русской армии в Новгороде, Ржеве и Старице бездействовали. Однако в Псков сумел пробиться стрелецкий голова Фёдор Мясоедов с довольно многочисленной дружиной.
6 ноября Баторий убрал орудия с батарей, прекратил осадные работы и стал готовиться к зимовке. Одновременно он послал отряды немцев и венгров захватить Псково-Печерский монастырь в 60 км от Пскова, однако гарнизон из 300 стрельцов при поддержке монахов успешно отбил два приступа, и неприятель вынужден был отступить.
Стефан Баторий, убедившись, что Псков ему не взять, в ноябре передал командование великому коронному гетману Яну Замойскому, а сам отбыл в Вильно, забрав с собой почти всех наёмников. В результате численность войска уменьшилась почти вдвое — до 26 тысяч человек. По другой версии король забрал с собой польские и литовские отряды, оставив в осаде наемников. Осаждающие страдали от холодов и болезней, росло число умерших и дезертирство. Защитники города постоянно тревожили поляков смелыми вылазками, всего предприняв 46 нападений на стан врага.

## Ям-Запольский мирный договор
Продолжая боевые действия под Псковом, враждующие стороны начали мирные переговоры 13 декабря 1581 года.
Мирный договор сроком на 10 лет между Речью Посполитой и Русским царством был заключён 15 января 1582 в деревне Киверова Гора в 15 верстах от Запольского Яма и завершил Ливонскую войну 1558—1583 годов.
Согласно условиям договора Россия отказывалась в пользу Речи Посполитой от всех своих владений в Прибалтике и Белоруссии, завоёванных в ходе войны: Курляндии, 40 городов в Ливонии, города Полоцка с поветом (уездом), а также от города Велижа с округой. Речь Посполитая возвращала царю захваченные в течение войны земли: «пригороды» Пскова (то есть города Псковской земли — Опочку, Порхов и другие, попавшие в зону военных действий), Великие Луки, Невель, Холм и Себеж.
О заключении мира в Пскове узнали 17 января 1582 года. Эту весть принёс в город боярский сын Александр Хрущов. Но только 4 февраля польско-литовская армия сняла осаду Пскова, так и не сумев взять его в течение полугода. Когда ушли последние отряды противника, псковичи открыли городские ворота. Современные историки отмечают, что после получения сведений о заключении мира началось братание защитников города с осаждавшими, которые смогли зайти в город уже в качестве гостей.

## Историческое значение
Успешная оборона Пскова сыграла большую роль в истории России. Под Псковом Баторий потерпел самую крупную неудачу в войне с Россией. Псков стал бастионом, о который разбилась волна неприятельского нашествия. Успех в обороне города был достигнут благодаря твёрдому и мудрому командованию Ивана Шуйского и высокому моральному духу гарнизона и жителей Пскова. Даже женщины и дети принимали активное участие в обороне. Кроме того, русское командование сумело определить заранее направление главного удара противника и подготовить город к обороне. В результате неудачи под Псковом Стефан Баторий был вынужден заключить мирный договор с Иваном IV. И хотя Россия теряла все свои завоевания в Ливонии, но сумела вернуть захваченные противником города Великие Луки, Заволочье, Невель, Холм, Себеж, Остров, Красный, Изборск, Гдов и все другие псковские пригороды.

Историк Н. М. Карамзин в «Истории государства Российского» так оценил значение победы у стен Пскова: 
В первый раз мы заключили мир столь безвыгодный, едва не бесчестный с Литвою и если удерживались ещё в своих древних пределах, не отдали и более: то честь принадлежит Пскову: он, как твёрдый оплот, сокрушил непобедимость Стефанову; взяв его, Баторий не удовольствовался бы Ливониею; не оставил бы за Россиею ни Смоленска, ни земли Северской; взял бы, может быть, и Новгород… То истина, что Псков или Шуйский спас Россию от величайшей опасности, и память сей важной заслуги не изгладится в нашей истории, доколе мы не утратим любви к отечеству и своего имени.

Схожую оценку дал историк А. А. Михайлов: 
Падение для Пскова означало бы для Руси полный военный разгром. Под стенами города бесспорно стояла превосходная армия, вполне владевшая всеми современными для этой эпохи приёмами ведения войны. У Батория имелась отличная артиллерия, опытные инженеры, возводившие осадные батареи, рейтары из Германии, многочисленные литовские, польские и венгерские воины, наемники из Франции, Шотландии и других стран. Осаждавшим нельзя было отказать ни в воинском искусстве, ни в мужестве. Тем не менее гарнизон и жители Пскова выдержали тяжелую пятимесячную осаду и не сдали города противнику.